# 바람이 되어
《風になって》는 1995년 12월 2일에 발매된 TOKIO의 7번째 싱글이다.

## 설명
- 1995년 《일본 전국 고등학교 축구 선수권 대회》의 이미지 테마 곡으로 타이업 되었다. 이 대회에 이미지 테마 곡을 타이업 된 것은 1994년에 이어 두 번째 인데 TOKIO는 타이업 된 가수 각운데 두 번째 팀이다. 자니즈 사무소로는 처음으로 사용되었다.
- 또, 2009년 현재까지, TOKIO 외 자니즈 가수가 이 대회에서 이미지 테마곡에 담당한 것은 없다. 유일하게 TOKIO 뿐이다.
- 제46회 NHK홍백가합전 참가 곡이기도 하다.

## 수록곡
1. 風になって
  - 작사 : 쿠도 테츠오 / 작곡·편곡 : 시라이 요시아키
2. 涙のウエディングベル
  - 작사 : 야마다 히로시 / 작곡 : 하나와 이치로 / 편곡 : 시라이 요시아키
3. 風になって（カラオケ）